# Ceryx florina
Ceryx florina là một loài bướm đêm thuộc phân họ Arctiinae, họ Erebidae.